# Nicolas de Rœulx
Nicolas de Rœulx, né en Belgique et mort à Cambrai en 1198, est un prélat français  du XIIe siècle. Il est le fils d'Eustache Ier, le Vieux, seigneur du Rœulx, et de Marie, fille de Jean, pair du château de Mons.
Nicolas est prévôt de  Nivelles, lorsqu'il est élu évêque de Cambrai en 1197, et meurt en 1198, très-peu de temps après que l'archevêque de Reims  confirme son élection.

## Source
- H. Fisquet, La France pontificale, Cambrai